# Източна камшична птица
Източна камшична птица (Psophodes olivaceus), наричана също черноглав псофодес, е вид птица от семейство Cinclosomatidae.

## Разпространение
Видът е разпространен в Австралия.